# The 9th Life of Louis Drax
The 9th Life of Louis Drax es una película de suspenso basada en la novela homónima de Liz Jensen. Está protagonizada por Jamie Dornan, Sarah Gadon, Aiden Longworth,  Oliver Platt, Molly Parker, Julian Wadham, Jane McGregor,  Barbara Hershey y Aaron Paul. Se estrenó en Estados Unidos el 2 de septiembre de 2016.

## Argumento
La historia comienza en el noveno cumpleaños de Louis Drax (Aiden Longworth), cuando una caída casi mortal por un barranco es la culminación de una vida accidentada. El doctor Allan Pascal (Jamie Dornan) investiga las extrañas circunstancias que rodean el accidente y las oscuras coincidencias que plagaron su vida. 

## Reparto
- Jamie Dornan como Dr. Allan Pascal.
- Sarah Gadon como Natalie.
- Aaron Paul como Peter.
- Aiden Longworth como Louis Drax.
- Oliver Platt
- Molly Parker
- Julian Wadham como Dr. Janek
- Jane McGregor como Sophie.
- Barbara Hershey

## Producción
En agosto de 2014, Jamie Dornan se unió al elenco de la película, con dirección de Alexandre Aja y guion adaptado de Max Minghella, quien también sería productor. En septiembre de 2014, Aaron Paul, Sarah Gadon, Oliver Platt, Molly Parker, Barbara Hershey, y Aiden Longworth se unieron al elenco.